# Moshe Dayan
Moshe Dayan, (tiếng Hebrew: משה דיין, sinh ngày 20 tháng 5 năm 1915 – mất 16 tháng 10 năm 1981) là nhà chính trị và tướng lĩnh quân đội của Israel. Trong thời gian làm Tổng tư lệnh Các lực lượng Phòng vệ Israel từ năm 1953 đến năm 1958, Moshe Dayan là biểu tượng của sức mạnh chiến đấu của dân Do Thái. Sau đó ông làm bộ trưởng Quốc phòng và Bộ trưởng Ngoại giao của Israel.

## Thời thơ ấu
Dayan sinh vào ngày 20 tháng 5 năm 1915, tại Kibbutz Degania Alef gần bờ Hồ Kinneret (Biển Galilee) tại Palestine. Ông là người con thứ hai được sinh ra trên Kibbutz (sau Gideon Baratz) của Shmuel và Devorah, đôi vợ chồng người Do Thái nhập cư từ Ukraina. Ông được đặt tên là Moshe theo tên của Moshe Barsky, thành viên đầu tiên của Kibbutz chết trong một cuộc tấn công Ả Rập.
Thuở nhỏ, ông học trường nông nghiệp Nahalal sau khi gia đình chuyển sang sống ở đây. Ở tuổi 14, ông tham gia lực lượng dân quân Do Thái mới được thành lập có tên gọi là Haganah. Năm 1938, ông gia nhập và nhanh chóng trở thành một chỉ huy của lực lượng cảnh sát tại Palestine. Một trong những người thầy đầu tiên của ông về quân sự là viên tướng người Anh Orde Wingate.

## Trưởng thành từ Đệ nhị thế chiến
Ông từng bị người Anh bắt giữ vào năm 1939 do tham gia phong trào Phục quốc Do Thái, nhưng được trả tự do hai năm sau vào tháng 2 năm 1941, như là một phần của thoả thuận hợp tác giữa phong trào Haganah với người Anh trong Đệ nhị thế chiến.
Dayan được giao một nhiệm vụ nhỏ trong lực lượng trinh sát đặc nhiệm Australian-Palmach-Arab, được thành lập để chuẩn bị cho Đồng Minh xâm nhập Syria và Libya.
Ngày 6 tháng 7 năm 1941, ngay đêm trước khi cuộc xâm nhập này, các đơn vị vượt biên qua sông Litani. Một vài giờ sau đó, do một viên đạn pháo nổ gần nên các mảnh vỡ của nó đã gây ra tổn thương nghiêm trọng vào mắt trái của ông. Phải mất 6 giờ trôi qua trước khi có thể đưa Dayan đến nơi cứu thương, nhưng đã quá trễ. Vì thế, ông buộc phải mang mảnh che mắt màu đen ở mắt trái và từ đó ông mang biệt danh "Độc nhãn tướng quân".

## Sự nghiệp quân sự và chính trị
Trong cuộc chiến tranh Ả Rập với Israel năm 1948, Dayan giữ nhiều chức vụ quân sự quan trọng trong đội quân Do Thái. Ban đầu, ông giữ chức vụ chỉ huy trưởng lực lượng phòng thủ tại thung lũng Jordan; sau đó là chức vụ chỉ huy của một số đơn vị trên mặt trận trung ương. Ông là người chỉ huy đầu tiên của Tiểu đoàn Thiết giáp 89, đã tham gia vào chiến dịch Danny và chiến dịch 10 ngày. Sau đó ông được đề cử bởi Thủ tướng Do Thái David Ben-Gurion và phụ tá của ông, Shimon Peres (về sau cũng trở thành Thủ tướng Israel) để trở thành Chỉ huy trưởng các lực lượng vũ trang Do Thái tại Jerusalem.
Sau chiến tranh, Dayan nhanh chóng thăng tiến trong binh nghiệp. Từ 1953-1958, ông là Tham mưu trưởng của Lực lượng Quốc phòng Israel. Trong vị trí này, ông trực tiếp chỉ huy các lực lượng chiến đấu của Israel ở Sinai trong khủng hoảng kênh đào Suez năm 1956.
Trong thời gian giữ chức vụ Tham mưu trưởng, dựa trên chương trình 3 năm của Ben Gurion về mảng quốc phòng, Dayan đã thực hiện việc tái tổ chức quân đội Israel bao gồm:
- Tăng cường khả năng chiến đấu của các đơn vị chính quy
- Nâng cao hoạt động tình báo và đào tạo của Quân đội Israel.
- Tập trung quyền trang bị về cho Bộ Quốc phòng.
- Duyệt lại các đề án trang bị đầy đủ cho quân đội.
- Xây dựng một học viện quân sự cho sĩ quan cao cấp.
- Tăng cường các lực lượng công kích (Không quân, Thiết giáp) và phát triển đào tạo các tiểu đoàn đặc nhiệm.
- Phát triển GADNA, một lực lượng thanh niên huấn luyện quân sự

Thời chính phủ của Thủ tướng Levi Eshkol không thích Dayan, tuy nhiên, khi căng thẳng đã bắt đầu tăng vào đầu năm 1967, Eshkol bổ nhiệm Dayan làm Bộ trưởng Bộ Quốc phòng để nâng cao tinh thần công chúng và mang Rafi - một nhóm li khai dẫn đầu bởi Ben - Gurion của đảng Maipa, trong đó có Dayan, Shimon Peres, gia nhập chính phủ thành một chính phủ đoàn kết.

## Chiến tranh 6 Ngày (1967)
Mặc dù Dayan không tham gia vào hầu hết các quy hoạch trước khi Chiến tranh Sáu ngày của tháng 6 năm 1967, nhưng từ khi được bổ nhiệm vào bộ trưởng quốc phòng, ông đã đóng góp phần nào thành công của Israel trên chiến trường. Ông giám sát việc chiếm Đông Jerusalem trong Ngày 05-07 Tháng 6. Trong những năm sau chiến tranh, Dayan được biết đến rất lớn ở Israel và đã được xem như là một tiềm năng của một Thủ tướng Chính phủ. Ông đã từng nói rằng ông ưa thích Sharm-al-Sheikh (là một thị trấn phía nam ở Ai Cập của bán đảo Sinai nhìn xuống làn đường vận chuyển của Israel vào Biển Đỏ qua Vịnh Aqaba), nếu không có hòa bình thì sẽ không có Sharm-al-Sheikh. Ông đã sửa đổi những điểm sau trong sự nghiệp của mình và đóng một vai trò quan trọng trong thỏa thuận hòa bình cuối cùng giữa Israel và Ai Cập.